# Переговори
Перегово́ри, або перемо́ви, — дискусія, взаємне спілкування з метою досягнення спільного рішення.

## Сутність терміна
Мистецтво переговорів — один з ключових аспектів конкурентоздатності компаній. Переговори також є найважливішим інструментом врегулювання різниці позицій сприйняття, при чому не лише між компаніями, але й всередині них.
Комерційні переговори — переговори на тему будь-яких ресурсів (гроші, матеріальні цінності, часові та людські ресурси тощо). У вузькому сенсі під комерційними переговорами розуміють переговори на тему збуту та постачання, купівлі та продажу.
Функції переговорів: інформаційно-комунікативна, досягнення домовленостей, регулювання, контроль, координація дій.
Виділяють два підходи до переговорів: а) конфронтаційний, який має суб'єкт-об'єктний характер, — це протистояння сторін, їхня впевненість в тому, що треба здобути перемогу за будь-яку ціну, а відмова від неї — це поразка.
б) партнерський, який має суб'єкт-суб'єктний характер, — це спільний аналіз проблеми, в результаті якого учасники шукають найкращі, найбільш взаємовигідні варіанти розв'язання проблеми.